# 伊都郡
- 令制国一覧 > 南海道 > 紀伊国 > 伊都郡
- 日本 > 近畿地方 > 和歌山県 > 伊都郡

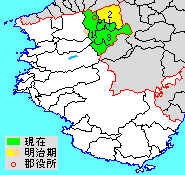
和歌山県伊都郡の範囲（1.かつらぎ町 2.九度山町 3.高野町 薄黄：後に他郡に編入された区域）

伊都郡（いとぐん）は、和歌山県（紀伊国）の郡。
人口20,949人、面積332.87km²、人口密度62.9人/km²。（2025年2月1日、推計人口）
以下の3町を含む。
- かつらぎ町（かつらぎちょう）
- 九度山町（くどやまちょう）
- 高野町（こうやちょう）

## 郡域
1879年（明治12年）に行政区画として発足した当時の郡域は、かつらぎ町の一部（新城字嶽原・長ノ盛）を除く上記3町に橋本市および紀の川市の一部（上鞆渕）と奈良県五條市の一部（畑田町の一部）を加えた区域にあたる。

## 歴史

### 古代

#### 式内社
『延喜式』神名帳に記される郡内の式内社。
| 神名帳                     | 神名帳 | 神名帳 | 神名帳   | 比定社         | 比定社                         | 比定社     | 集成 |
| 社名                       | 読み   | 格     | 付記     | 社名           | 所在地                         | 備考       | 集成 |
| -------------------------- | ------ | ------ | -------- | -------------- | ------------------------------ | ---------- | ---- |
| 伊都郡 2座（大1座・小1座） |        |        |          |                |                                |            |      |
| 小田神社                   | ヲタノ | 小     |          | 小田神社       | 和歌山県橋本市高野口町小田     |            |      |
| 丹生都比女神社             | ニツ-  | 名神大 | 月次新嘗 | 丹生都比売神社 | 和歌山県伊都郡かつらぎ町上天野 | 紀伊国一宮 |      |
| 凡例を表示                 |        |        |          |                |                                |            |      |

1. ↑  『中世諸国一宮制の基礎的研究』では、紀伊国の一宮として日前神宮・國懸神宮、丹生都比売神社、伊太祁曽神社の3社が挙げられる (中世諸国一宮制 & 2000年, p. 522-525)。

### 近世
- 「旧高旧領取調帳」に記載されている明治初年時点での支配は以下の通り。（2町158村）

| 知行   | 知行         | 村数     | 村名 |
| ------ | ------------ | -------- | --- |
| 藩領   | 紀伊和歌山藩 | 1町 87村 | 下宿村、背ノ山村、移村、窪村、萩原村、中村（現・かつらぎ町笠田中）、島村、佐野村、東村（現・かつらぎ町笠田東）、広浦村、柏木村、大谷村、新在家村、大藪村、丁ノ町村、新田村、妙寺村、西飯降村、大畑村、中飯降村、短野村、滝村、東谷村、平村、広口村、大野村、名倉村、入郷村、小田村、南名古曽村、北名古曽村、浄土寺村、伏原村、端場村、学文路村、丹生川村、神野々村、岸上村、野村、柏原村（現・橋本市）、出塔村、山田村、吉原村、広野村、田原村、上中村、下中村、九重村、嵯峨谷村、竹尾村、市脇村、東家村、寺脇村、古佐田村、橋本町、原田村、妻村、河瀬村、下兵庫村、上兵庫村、中島村、中下村、芋生村、垂井村、上宿村、赤塚村、下上田村、恋野村、只野村、須河村、谷奥深村、彦谷村、小原田村、菖蒲谷村、辻村、橋谷村、慶賀野村、矢倉脇村、柱本村、馬場村（現・橋本市南馬場）、胡麻生村、細川上村、細川下村、境原村、杉尾村、霜草村、山内村、平野村 |
| その他 | 高野山領     | 1町 71村 | 上天野村、下天野村、神田村、東渋田村、西渋田村、上古沢村、中古沢村、下古沢村、笠木村、椎出村、西郷村、東郷村、北又村、九度山村、三谷村、兄井村、寺尾村、山崎村、教良寺村、平沼田村、皮張村、慈尊院村、中道村、清水村、馬場村（現・橋本市北馬場）、東畑村、西畑村、向副村、賢堂村、横座村、河根村、東富貴村、西富貴村、上筒香村、中筒香村、下筒香村、西ヶ峯村、南村、林村、平原村、柏原村（現・高野町）、東又村、杖ヶ藪村、南宿村、北宿村、市平村、大滝村、相之浦村、中南村、久木村、池ノ窪村、新子村、北寺村、簗瀬村、峰村、古向村、有中村、中越村、臼谷村、滝谷村、湯川村、新城村、中村（現・かつらぎ町新城）、上番村、志賀村、花阪村、細川村、星山村、日高村、御所村、星川村、高野山寺内 |

### 近現代

#### 町村制以前
- 明治2年（1869年）8月 - 高野山領が堺県の管轄となる。
- 明治3年4月27日（1870年5月27日） - 堺県の管轄地域が五條県の管轄となる。
- 明治4年
  - 7月14日（1871年8月29日） - 廃藩置県により、藩領が和歌山県の管轄となる。
  - 11月1日（1871年12月12日） - 五條県の管轄地域が和歌山県の管轄となる。
  - 11月22日（1872年1月2日） - 第1次府県統合により、全域が和歌山県の管轄となる。
- 明治初年 - 広野村が吉原村に合併。（2町157村）
- 明治5年（1872年） - 東畑村が清水村に合併[7]。（2町156村）
- 明治7年（1874年） - 中村（現・かつらぎ町笠田中）が改称して笠田中村となる。
- 明治8年（1875年）（2町149村）
  - 中村（現・かつらぎ町新城）が新城村に合併。
  - 峰村・古向村・有中村・中越村・臼谷村・滝谷村が簗瀬村に合併。
- 明治9年（1876年） - 南名古曽村・北名古曽村が合併して名古曽村となる。（2町148村）
- 明治11年（1878年） - 寺脇村が東家村に合併。（2町147村）
- 明治12年（1879年）
  - 1月20日 - 郡区町村編制法の和歌山県での施行により、行政区画としての伊都郡が発足。郡役所が妙寺村の遍照寺に設置。
  - 2ヶ所存在した馬場村が、南馬場村（現・橋本市南馬場）、北馬場村（現・橋本市北馬場）にそれぞれ改称。
  - 下宿村が高田村に、上宿村が真土村にそれぞれ改称。

#### 町村制以降

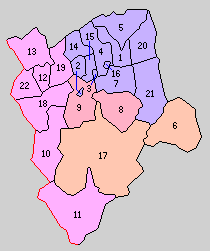
1.橋本村 2.名倉村 3.端場村 4.山田村 5.紀見村 6.富貴村 7.学文路村 8.河根村 9.九度山村 10.天野村 11.花園村 12.大谷村 13.四郷村 14.信太村 15.応其村 16.岸上村 17.高野村 18.見好村 19.妙寺村 20.隅田村 21.恋野村 22.笠田村（紫：橋本市　桃：かつらぎ町 赤：九度山町 橙：高野町）

- 明治22年（1889年）4月1日 - 町村制の施行により、以下の町村が発足。（22村）
  - 橋本村 ← 市脇村、東家村、小原田村、菖蒲谷村、橋本町、古佐田村、妻村、原田村（現・橋本市）
  - 名倉村 ← 大野村、名倉村、入郷村［飛地］（現・橋本市）
  - 端場村（単独村制。現・橋本市）
  - 山田村 ← 吉原村、山田村、出塔村、柏原村、野村、神野々村（現・橋本市）
  - 紀見村 ← 辻村、橋谷村、慶賀野村、矢倉脇村、柱本村、杉尾村、境原村、細川上村、細川下村、胡麻生村、北馬場村（現・橋本市）
  - 富貴村 ← 東富貴村、西富貴村、上筒香村、中筒香村、下筒香村（現・高野町）
  - 学文路村 ← 向副村、賢堂村、横座村、清水村、西畑村、南馬場村、学文路村（現・橋本市）
  - 河根村 ← 河根村、東郷村、北又村、市平村、丹生川村（現・九度山町）
  - 九度山村 ← 九度山村、慈尊院村、入郷村［飛地を除く］、下古沢村、中古沢村、上古沢村、笠木村、椎出村（現・九度山町）
  - 天野村 ← 上天野村、下天野村、神田村、志賀村、新城村、那賀郡長谷宮村［字嶽原・長ノ盛］（現・かつらぎ町）
  - 花園村 ← 簗瀬村、北寺村、新子村、池ノ窪村、中南村、久木村（現・かつらぎ町）
  - 大谷村 ← 大谷村、新在家村、大藪村、柏木村（現・かつらぎ町）
  - 四郷村 ← 滝村［飛地を除く］、広口村、平村、東谷村（現・かつらぎ町）
  - 信太村 ← 田原村、下中村、上中村、九重村、嵯峨谷村、竹尾村（現・橋本市）
  - 応其村 ← 名古曽村、小田村、伏原村、浄土寺村（現・橋本市）
  - 岸上村（単独村制。現・橋本市）
  - 高野村 ← 相之浦村、大滝村、高野山寺内、細川村、西郷村、西ヶ峯村、林村、南村、柏原村、東又村、平原村、杖ヶ藪村、花坂村、湯川村（現・高野町）
  - 見好村 ← 山崎村、教良寺村、三谷村、兄井村、寺尾村、皮張村、平沼田村、東渋田村、西渋田村、島村、星川村、星山村、御所村、日高村（現・かつらぎ町）
  - 妙寺村 ← 妙寺村、中飯降村、西飯降村、大畑村、短野村、丁ノ町村、新田村、滝村［飛地］（現・かつらぎ町）
  - 隅田村 ← 河瀬村、下兵庫村、上兵庫村、中島村、中下村、芋生村、垂井村、真土村［大部分］、平野村、山内村、霜草村（現・橋本市）
  - 恋野村 ← 下上田村、中道村、赤塚村、恋野村、只野村、谷奥深村、彦谷村、須河村、南宿村、北宿村（現・橋本市）
  - 笠田村 ← 高田村、移村、背ノ山村、窪村、萩原村、笠田中村、東村、佐野村、広浦村（現・かつらぎ町）
  - 上番村が那賀郡鞆淵村の一部となる。
  - 真土村の一部が奈良県宇智郡牧野村の一部となる。
- 明治23年（1890年） - 郡役所が橋本町に移転。
- 明治27年（1894年）5月10日 - 橋本村が町制施行して橋本町となる。（1町21村）
- 明治30年（1897年）9月1日 - 郡制を施行。
- 明治43年（1910年）9月1日（4町18村）
  - 名倉村が町制施行・改称して高野口町となる。
  - 九度山村が町制施行して九度山町となる。
  - 妙寺村が町制施行して妙寺町となる。
- 大正9年（1920年）6月1日 - 笠田村が町制施行して笠田町となる。（5町17村）
- 大正12年（1923年）4月1日 - 郡会が廃止。郡役所は存続。
- 大正15年（1926年）7月1日 - 郡役所が廃止。以降は地域区分名称となる。
- 昭和3年（1928年）11月1日 - 高野村が町制施行して高野町となる。（6町16村）
- 昭和27年（1952年）1月1日 - 端場村が応其村に編入。（6町15村）
- 昭和29年（1954年）8月1日 - 隅田村・恋野村が合併し、改めて隅田村が発足。（７町1３村）
- 昭和30年（1955年）
  - 1月1日 - 橋本町・岸上村・山田村・紀見村・隅田村・学文路村が合併して橋本市が発足し、郡より離脱。（5町9村）
  - 3月1日 - 見好村・天野村が合併し、改めて見好村が発足。（5町8村）
  - 3月31日
    - 大谷村・四郷村・笠田町が合併して伊都町が発足。（5町6村）
    - 九度山町・河根村が合併し、改めて九度山町が発足。（5町5村）

  - 4月15日 - 高野口町・応其村・信太村が合併し、改めて高野口町が発足。（5町3村）
- 昭和33年（1958年）
  - 6月1日 - 富貴村が高野町に編入。（5町2村）
  - 7月1日 - 伊都町・妙寺町・見好村が合併してかつらぎ町が発足。（4町1村）
- 平成17年（2005年）10月1日 - 花園村がかつらぎ町に編入。（4町）
- 平成18年（2006年）3月1日 - 高野口町が橋本市と合併し、改めて橋本市が発足、郡より離脱。（3町）

#### 変遷表
| 明治22年以前 | 明治22年4月1日 | 明治22年 - 昭和19年              | 昭和20年 - 昭和29年         | 昭和30年 - 昭和64年         | 昭和30年 - 昭和64年       | 平成1年 - 現在                   | 現在       |
| --- | -------------- | -------------------------------- | --------------------------- | --------------------------- | ------------------------- | -------------------------------- | ---------- |
| 市脇村、東家村、小原田村、 菖蒲谷村、橋本村、古佐田村 妻村、原田村                                                       | 橋本村         | 明治27年5月1日 町制              | 橋本町                      | 昭和30年1月1日 橋本市       | 昭和30年1月1日 橋本市     | 平成18年3月1日 橋本市            | 橋本市     |
| 岸上村 | 岸上村         | 岸上村                           | 岸上村                      | 昭和30年1月1日 橋本市       | 昭和30年1月1日 橋本市     | 平成18年3月1日 橋本市            | 橋本市     |
| 吉原村、山田村、出塔村、 柏原村、野村、神野々村                                                                          | 山田村         | 山田村                           | 山田村                      | 昭和30年1月1日 橋本市       | 昭和30年1月1日 橋本市     | 平成18年3月1日 橋本市            | 橋本市     |
| 辻村、橋谷村、慶賀野村、 矢倉脇村、柱本村、杉尾村、 境原村、細川上村、細川下村、 胡麻生村、北馬場村                      | 紀見村         | 紀見村                           | 紀見村                      | 昭和30年1月1日 橋本市       | 昭和30年1月1日 橋本市     | 平成18年3月1日 橋本市            | 橋本市     |
| 向副村、賢堂村、横座村、 清水村、西畑村、南馬場村、 学文路村                                                             | 学文路村       | 学文路村                         | 学文路村                    | 昭和30年1月1日 橋本市       | 昭和30年1月1日 橋本市     | 平成18年3月1日 橋本市            | 橋本市     |
| 河瀬村、下兵庫村、上兵庫村、 中嶋村、中下村、芋生村、 垂井村、真土村（大部分）、平野村、 山内村、霜草村                  | 隅田村         | 隅田村                           | 昭和29年8月1日 隅田村       | 昭和30年1月1日 橋本市       | 昭和30年1月1日 橋本市     | 平成18年3月1日 橋本市            | 橋本市     |
| 下上田村、中道村、赤塚村、 恋野村、只野村、谷奥深村、 彦谷村、須河村、南宿村、 北宿村                                    | 恋野村         | 恋野村                           | 昭和29年8月1日 隅田村       | 昭和30年1月1日 橋本市       | 昭和30年1月1日 橋本市     | 平成18年3月1日 橋本市            | 橋本市     |
| 大野村、名倉村、入郷村（一部）                                                                                           | 名倉村         | 明治43年9月1日 町制改称 高野口町 | 高野口町                    | 昭和30年4月15日 高野口町    | 昭和30年4月15日 高野口町  | 平成18年3月1日 橋本市            | 橋本市     |
| 田原村、下中村、上中村、 九重村、嵯峨谷村、竹尾村                                                                        | 信太村         | 信太村                           | 信太村                      | 昭和30年4月15日 高野口町    | 昭和30年4月15日 高野口町  | 平成18年3月1日 橋本市            | 橋本市     |
| 名古曽村、小田村、伏原村、 浄土寺村                                                                                      | 応其村         | 応其村                           | 応其村                      | 昭和30年4月15日 高野口町    | 昭和30年4月15日 高野口町  | 平成18年3月1日 橋本市            | 橋本市     |
| 端場村 | 端場村         | 端場村                           | 昭和27年1月1日 応其村に編入 | 昭和30年4月15日 高野口町    | 昭和30年4月15日 高野口町  | 平成18年3月1日 橋本市            | 橋本市     |
| 妙寺村、中飯降村、西飯降村、 大畑村、短野村、丁ノ町村、 新田村、滝村（一部）                                             | 妙寺村         | 明治42年9月1日 町制              | 妙寺町                      | 妙寺町                      | 昭和33年7月1日 かつらぎ町 | かつらぎ町                       | かつらぎ町 |
| 高田村、移村、背山村、 窪村、萩原村、笠田中村、 東村、佐野村、広浦村                                                     | 笠田村         | 大正9年4月1日 町制               | 笠田町                      | 昭和30年3月31日 伊都町      | 昭和33年7月1日 かつらぎ町 | かつらぎ町                       | かつらぎ町 |
| 大谷村、新在家村、大藪村、 柏木村                                                                                        | 大谷村         | 大谷村                           | 大谷村                      | 昭和30年3月31日 伊都町      | 昭和33年7月1日 かつらぎ町 | かつらぎ町                       | かつらぎ町 |
| 滝村（大部分）、広口村、平村、 東谷村                                                                                    | 四郷村         | 四郷村                           | 四郷村                      | 昭和30年3月31日 伊都町      | 昭和33年7月1日 かつらぎ町 | かつらぎ町                       | かつらぎ町 |
| 山崎村、教良寺村、三谷村、 兄井村、寺尾村、皮張村、 平沼田村、東渋田村、西渋田村、 島村、星川村、星山村、 御所村、日高村 | 見好村         | 見好村                           | 見好村                      | 昭和30年3月1日 見好村       | 昭和33年7月1日 かつらぎ町 | かつらぎ町                       | かつらぎ町 |
| 上天野村、下天野村、神田村、 志賀村、新城村、那賀郡長谷宮村（一部）                                                      | 天野村         | 天野村                           | 天野村                      | 昭和30年3月1日 見好村       | 昭和33年7月1日 かつらぎ町 | かつらぎ町                       | かつらぎ町 |
| 梁瀬村、北寺村、新子村、 池之窪村、中南村、久木村                                                                        | 花園村         | 花園村                           | 花園村                      | 花園村                      | 花園村                    | 平成17年10月1日 かつらぎ町に編入 | かつらぎ町 |
| 九度山村、慈尊院村、入郷村（大部分）、 下古沢村、中古沢村、上古沢村、 笠木村、椎出村                                     | 九度山村       | 明治42年9月1日 町制              | 九度山町                    | 昭和30年3月31日 九度山町    | 昭和30年3月31日 九度山町  | 九度山町                         | 九度山町   |
| 河根村、東郷村、北又村、 市平村、丹生川村                                                                                | 河根村         | 河根村                           | 河根村                      | 昭和30年3月31日 九度山町    | 昭和30年3月31日 九度山町  | 九度山町                         | 九度山町   |
| 相ノ浦村、大滝村、高野山、 細川村、西郷村、西ヶ峯村、 林村、南村、樫原村、 東又村、平原村、杖ヶ藪村、 花坂村、湯川村     | 高野村         | 昭和3年11月1日 町制              | 高野町                      | 高野町                      | 高野町                    | 高野町                           | 高野町     |
| 東富貴村、西富貴村、上筒香村、 中筒香村、下筒香村                                                                        | 富貴村         | 富貴村                           | 富貴村                      | 昭和33年6月1日 高野町に編入 | 高野町                    | 高野町                           | 高野町     |

## 行政
歴代郡長
『和歌山県史 人物』による。
| 代 | 氏名         | 就任年月日                 | 退任年月日                | 備考                   |
| -- | ------------ | -------------------------- | ------------------------- | ---------------------- |
| 1  | 松山管吾     | 明治12年（1879年）1月21日  |                           |                        |
| 2  | 一色小十郎   | 明治15年（1882年）9月11日  |                           |                        |
| 3  | 中西光三郎   | 明治16年（1883年）11月5日  |                           |                        |
| 4  | 岡文一郎     | 明治20年（1887年）11月18日 |                           |                        |
| 5  | 稲葉通久     | 明治23年（1890年）5月2日   |                           |                        |
| 6  | 三輪国次郎   | 明治30年（1897年）12月18日 |                           |                        |
| 7  | 佐々木米三郎 | 明治35年（1902年）5月27日  |                           |                        |
| 8  | 小林保       | 明治37年（1904年）5月4日   |                           |                        |
| 9  | 田能稔       | 明治40年（1907年）3月11日  |                           |                        |
| 10 | 豊永狷介     | 明治43年（1910年）3月31日  |                           |                        |
| 11 | 月沢増男     | 大正3年（1914年）4月11日   |                           |                        |
| 12 | 村地信夫     | 大正4年（1915年）9月1日    |                           |                        |
| 13 | 関屋延之助   | 大正6年（1917年）10月      |                           |                        |
| 14 | 柳瀬謹三     | 大正8年（1919年）6月23日   |                           |                        |
| 15 | 宮原顕三     | 大正10年（1921年）8月26日  |                           |                        |
| 16 | 稲内清二     | 大正12年（1923年）3月16日  | 大正15年（1926年）6月30日 | 郡役所廃止により、廃官 |